# Oh Ah-rin
Oh Ah-rin (coréen : 오아린 ; né le 2 mai 2011) est une enfant actrice sud-coréenne. Elle a fait ses débuts d'actrice en 2015, depuis lors, elle est apparue dans de nombreux films et séries télévisées. Elle est connue pour ses différents rôles d'enfant acteur comme : The Last Empress (2018) et Kingdom (2019-2020). Elle a également joué dans des films tels que : Trick et The My Little Brother entre autres,. En 2021, elle est apparue dans la série télévisée historique River Where the Moon Rises.

## Jeunesse et carrière
Née comme l'aînée de deux filles à Séoul le 2 mai 2011, elle fait ses débuts dans un film commercial dans CJ CheilJedang pour Welkiz en 2015. Son rêve est de devenir actrice maintenant et plus tard réalisatrice. Dans une interview, elle a déclaré: «J'écris le titre et les répliques d'un sketch et je le joue avec un frère qui a deux ans de moins que moi. Mon frère joue les lignes que j'ai écrites et je le filme comme un réalisateur. Donc je veux être réalisateur et scénariste plus tard, mais je veux être un bon acteur pour le moment.
En 2017, Oh Ah-rin est apparue dans la série télévisée Band of Sisters, pour laquelle elle a été nommée pour le Youth Acting Award aux SBS Drama Awards 2017. En 2018, elle a de nouveau été nommée pour le Youth Acting Award aux SBS Drama Awards 2018 pour son rôle d'Ah-ri dans la série The Last Empress. En 2019, il y eut Melting Me Softly et en 2021 River Where the Moon Rises.

## Filmographie

### Films
| Année | Titre            | Rôle       | Remarques | Réf.  |
| ----- | ---------------- | ---------- | --------- | ----- |
| 2016  | Duper            | Kang So-in |           | [ 7 ] |
| 2016  | Mon petit frère  |            |           | [ 8 ] |
| 2017  | Décapiter le roi | Béon-jwa   |           | [ 8 ] |
| 2017  | Arracher         |            |           | [ 8 ] |
| 2018  | Déjà vu          |            |           | [ 8 ] |

### Séries télévisées
| Année   | Titre                                | Réseau  | Rôle                      | Remarques                  | Réf.   |
| ------- | ------------------------------------ | ------- | ------------------------- | -------------------------- | ------ |
| 2016    | Équipe 38                            | OCN     | Dépanneur enfant          |                            | [ 7 ]  |
| 2016    | Toujours le printemps                | CMB     | Jeune Joo Se-eun          |                            | [ 7 ]  |
| 2016    | Gardien : le Dieu solitaire et grand | TVN     | Enfant de l'hôpital       |                            | [ 7 ]  |
| 2017    | Strong Girl Bong-bientôt             | JTBC    | Fille ballon              |                            | [ 7 ]  |
| 2017    | Bande de sœurs                       | SBS     | Jin Hong-si               | Nommé aux SBS Drama Awards |        |
| 2017-18 | Une odyssée coréenne                 | TVN     | Lee Soo-jung              |                            |        |
| 2018    | Doit-on s'embrasser en premier ?     | SBS     | Lee Ji-hoo                |                            | [ 9 ]  |
| 2018    | À propos du temps                    | TVN     | Yoon Ah-in                |                            | [ 8 ]  |
| 2018    | Vie sur Mars                         | OCN     | Jeune-joo                 |                            | [ 8 ]  |
| 2018    | La dernière impératrice              | SBS     | Ah-ri                     | Nommé aux SBS Drama Awards | [ 10 ] |
| 2019    | Me faire fondre doucement            | TVN     | Ma Seo-yoon               |                            | [ 11 ] |
| 2019    | VIP                                  | SBS     | Ha Rim                    |                            | [ 12 ] |
| 2019-20 | Royaume                              | Netflix | La sœur cadette de Deok-i |                            | [ 8 ]  |
| 2021    | Rivière où la lune se lève           | KBS2    | Wol-yi                    |                            | [ 4 ]  |
| 2021    | Au loin, le printemps est vert       | KBS2    | Jeune Kim So-bin          |                            | [ 2 ]  |

### Websérie
| Année | Titre           | Réseau  | Rôle              | Remarques | Réf |
| ----- | --------------- | ------- | ----------------- | --------- | --- |
| 2022  | Flics débutants | Disney+ | Jeune Go Eun-gang |           |     |

## Récompenses et nominations
| Année | Prix                                           | Catégorie                       | Œuvre nommée                              | Résultat | Réf.   |
| ----- | ---------------------------------------------- | ------------------------------- | ----------------------------------------- | -------- | ------ |
| 2017  | Prix dramatiques SBS                           | Prix de la jeunesse par intérim | Bande de sœurs en tant que Jin Hong-si    | Nommé    | [ 13 ] |
| 2018  | Prix dramatiques SBS                           | Prix de la jeunesse par intérim | La dernière impératrice en tant que Ah-ri | Nommé    | [ 14 ] |
| 2019  | Grand prix de la première marque de Corée 2019 | Enfant acteur                   | Oh Ah-rin                                 | Lauréat  | [ 15 ] |